# Deutsche Fußballmeisterschaft 1955/56
Deutscher Fußballmeister 1956 wurde Borussia Dortmund. Die Borussen gewannen den Titel durch einen 4:2-Sieg über den Karlsruher SC. Dieser wurde allerdings Pokalsieger und konnte seinen Titel verteidigen.

## Teilnehmer

### Teilnehmer an der 1. Qualifikationsrunde
| Hannover 96   | → Zweiter Oberliga Nord 1955/56        |
| FC Schalke 04 | → Zweiter der Oberliga West 1955/56    |
| TuS Neuendorf | → Zweiter der Oberliga Südwest 1955/56 |
| VfB Stuttgart | → Zweiter der Oberliga Süd 1955/56     |

### Teilnehmer an der 2. Qualifikationsrunde
| Hannover 96   | → Verlierer der 1. Qualifikationsrunde |
| TuS Neuendorf | → Verlierer der 1. Qualifikationsrunde |

### Teilnehmer an der Endrunde
| Hamburger SV         | → Meister der Oberliga Nord 1955/56       |
| Borussia Dortmund    | → Meister der Oberliga West 1955/56       |
| 1. FC Kaiserslautern | → Meister der Oberliga Südwest 1955/56    |
| Karlsruher SC        | → Meister der Oberliga Süd 1955/56        |
| Viktoria 89 Berlin   | → Meister der Vertragsliga Berlin 1955/56 |
| FC Schalke 04        | → Sieger der 1. Qualifikationsrunde       |
| VfB Stuttgart        | → Sieger der 1. Qualifikationsrunde       |
| Hannover 96          | → Sieger der 2. Qualifikationsrunde       |

## Qualifikationsrunde

### 1. Qualifikationsrunde
| Sa, 05.05.                                                                 | FC Schalke 04 | 2:1 n. V. | Hannover 96   |
| Sa, 05.05.                                                                 | VfB Stuttgart | 8:0 (1:0) | TuS Neuendorf |
| damit qualifizierten sich FC Schalke 04 und VfB Stuttgart für die Endrunde |               |           |               |

### 2. Qualifikationsrunde
| Datum      |             | Ergebnis  |               |
| ---------- | ----------- | --------- | ------------- |
| Sa, 12.05. | Hannover 96 | 3:3 n. V. | TuS Neuendorf |

#### Wiederholungsspiel
| So, 13.05.                                            | Hannover 96 | 3:2 (0:0) | TuS Neuendorf |
| damit qualifizierte sich Hannover 96 für die Endrunde |             |           |               |

## Vorrunde

### Gruppe 1
| Datum      |                      | Ergebnis  |                      |
| ---------- | -------------------- | --------- | -------------------- |
| So, 13.05. | Schalke 04           | 3:1 (1:0) | 1. FC Kaiserslautern |
| So, 20.05. | Hannover 96          | 2:5 (0:2) | 1. FC Kaiserslautern |
| So, 20.05. | Schalke 04           | 0:3 (0:1) | Karlsruher SC        |
| So, 27.05. | Karlsruher SC        | 0:0       | Hannover 96          |
| Do, 31.05. | 1. FC Kaiserslautern | 0:1 (0:1) | Karlsruher SC        |
| So, 03.06. | Hannover 96          | 2:0 (1:0) | Karlsruher SC        |
| So, 03.06. | 1. FC Kaiserslautern | 4:4 (0:2) | Schalke 04           |
| Mi, 06.06. | Hannover 96          | 0:4 (0:1) | Schalke 04           |
| So, 10.06. | Schalke 04           | 3:1 (2:0) | Hannover 96          |
| So, 10.06. | Karlsruher SC        | 0:1 (0:1) | 1. FC Kaiserslautern |
| So, 17.06. | 1. FC Kaiserslautern | 5:3 (3:1) | Hannover 96          |
| So, 17.06. | Karlsruher SC        | 3:2 (2:2) | Schalke 04           |

#### Abschlusstabelle
| Pl. | Verein               | Sp. | S | U | N | Tore    | Quote | Punkte |
| --- | -------------------- | --- | - | - | - | ------- | ----- | ------ |
| 1.  | Karlsruher SC        | 6   | 3 | 1 | 2 | 007:500 | 1,40  | 07:50  |
| 2.  | FC Schalke 04        | 6   | 3 | 1 | 2 | 016:120 | 1,33  | 07:50  |
| 3.  | 1. FC Kaiserslautern | 6   | 3 | 1 | 2 | 016:130 | 1,23  | 07:50  |
| 4.  | Hannover 96          | 6   | 1 | 1 | 4 | 008:170 | 0,47  | 03:90  |

### Gruppe 2
| Datum      |                   | Ergebnis  |                   |
| ---------- | ----------------- | --------- | ----------------- |
| So, 13.05. | Hamburger SV      | 0:0       | VfB Stuttgart     |
| So, 20.05. | Hamburger SV      | 5:1 (1:1) | BFC Viktoria 1889 |
| So, 20.05. | VfB Stuttgart     | 0:2 (0:1) | Borussia Dortmund |
| So, 27.05. | Borussia Dortmund | 1:1 (0:1) | BFC Viktoria 1889 |
| Mi, 30.05. | Borussia Dortmund | 5:0 (2:0) | Hamburger SV      |
| Mi, 30.05. | BFC Viktoria 1889 | 3:3 (0:0) | VfB Stuttgart     |
| So, 03.06. | VfB Stuttgart     | 2:4 (0:2) | Hamburger SV      |
| So, 03.06. | BFC Viktoria 1889 | 0:6 (0:4) | Borussia Dortmund |
| So, 10.06. | Hamburger SV      | 2:1 (2:1) | Borussia Dortmund |
| So, 10.06. | VfB Stuttgart     | 3:1 (2:0) | BFC Viktoria 1889 |
| So, 17.06. | Borussia Dortmund | 4:1 (2:0) | VfB Stuttgart     |
| So, 17.06. | BFC Viktoria 1889 | 1:3 (1:1) | Hamburger SV      |

#### Abschlusstabelle
| Pl. | Verein            | Sp. | S | U | N | Tore    | Quote | Punkte |
| --- | ----------------- | --- | - | - | - | ------- | ----- | ------ |
| 1.  | Borussia Dortmund | 6   | 4 | 1 | 1 | 019:400 | 4,75  | 09:30  |
| 2.  | Hamburger SV      | 6   | 4 | 1 | 1 | 014:100 | 1,40  | 09:30  |
| 3.  | VfB Stuttgart     | 6   | 1 | 2 | 3 | 009:140 | 0,64  | 04:80  |
| 4.  | BFC Viktoria 1889 | 6   | 0 | 2 | 4 | 007:210 | 0,33  | 02:10  |

## Finale
| Borussia Dortmund                                 | Borussia Dortmund | Karlsruher SC | Karlsruher SC |
| ------------------------------------------------- | --- | --- | ------------- |
| Borussia Dortmund                                 | \| Sonntag, 24. Juni 1956 in Berlin (Olympiastadion) \| \| Ergebnis: 4:2 (2:1) \| \| Zuschauer: 75.000 \| \| Schiedsrichter: Albert Dusch (Kaiserslautern) \|                                                                       | \| Sonntag, 24. Juni 1956 in Berlin (Olympiastadion) \| \| Ergebnis: 4:2 (2:1) \| \| Zuschauer: 75.000 \| \| Schiedsrichter: Albert Dusch (Kaiserslautern) \|                                             | Karlsruher SC |
| Borussia Dortmund                                 | Heinrich Kwiatkowski; Wilhelm Burgsmüller, Herbert Sandmann; Elwin Schlebrowski, Max Michallek, Helmut Bracht; Wolfgang Peters, Alfred Preißler, Alfred Kelbassa, Alfred Niepieklo, Helmut Kapitulski Cheftrainer: Helmut Schneider | Rudi Fischer; Max Fischer, Walter Baureis; Heinz Ruppenstein, Siegfried Geesmann, Herbert Dannenmeier; Oswald Traub, Kurt Sommerlatt, Heinz Beck, Ernst Kunkel, Bernhard Termath Cheftrainer: Adolf Patek | Karlsruher SC |
| Borussia Dortmund                                 | 1:1 Niepieklo (15.) 2:1 Kelbassa (26.) 3:1 Preißler (53.) 4:1 Peters (57.) | 0:1 Kunkel (10.) 4:2 Burgsmüller (66., Eigentor) | Karlsruher SC |
| Sonntag, 24. Juni 1956 in Berlin (Olympiastadion) | | |               |
| Ergebnis: 4:2 (2:1)                               | | |               |
| Zuschauer: 75.000                                 | | |               |
| Schiedsrichter: Albert Dusch (Kaiserslautern)     | | |               |